# Echeveria cuspidata
Echeveria cuspidata är en fetbladsväxtart som beskrevs av Joseph Nelson Rose, Nathaniel Lord Britton och Rose. Echeveria cuspidata ingår i släktet Echeveria och familjen fetbladsväxter.

## Underarter
Arten delas in i följande underarter:
- E. c. gemmula
- E. c. zaragozae